# Dositeevo, Haskovo
Dositeevo (în bulgară Доситеево) este un sat în comuna Harmanli, regiunea Haskovo,  Bulgaria. 

## Demografie
Componența etnică a satului Dositeevo
     Turci (11%)
     Bulgari (88,99%)
     Nicio identificare (0%)
     Altele (0%)
La recensământul din 2011, populația satului Dositeevo era de 309 locuitori. Din punct de vedere etnic, majoritatea locuitorilor (88,99%) erau bulgari, cu o minoritate de turci (11,0%). Pentru 0,0% din locuitori nu este cunoscută apartenența etnică.